# Ali Akbar Ostad-Asadi
Ali Akbar Ostad-Asadi (per. علی‌اکبر استاداسدی, ur. 17 września 1965 w Isfahanie) – piłkarz irański grający na pozycji obrońcy.

## Kariera klubowa
Piłkarską karierę Ostad-Asadi rozpoczął w klubie Zob Ahan Isfahan wywodzącym się z rodzinnego miasta Isfahan. W jego barwach zadebiutował w pierwszej lidze irańskiej i grał tam przez większość swojej kariery aż do końca sezonu 2002/2003, w którym to zdobył Puchar Hazfi, czyli Puchar Iranu. Następnie przeszedł do Mashin Sazi z miasta Tabriz. Tu z kolei występował przez trzy sezony, ale nie osiągnął większych sukcesów w lidze i pucharze. W 2006 roku zakończył sportową karierę w wieku 41 lat.

## Kariera reprezentacyjna
W reprezentacji Iranu Ostad-Asadi zadebiutował w 1996 roku. W 1998 roku został powołany przez Dżalala Talebiego do kadry na Mistrzostwa Świata we Francji. Tam był rezerwowym i nie zagrał w żadnym spotkaniu. Łącznie w kadrze narodowej do końca 1998 roku zagrał 33 razy.